# کالوگال-اویا
کالوگال-اویا (به لاتین: Kalugal-oya) یک منطقهٔ مسکونی در سری‌لانکا است که در استان مرکزی (سری‌لانکا) واقع شده‌است.